# Къща и килийно училище „Хаджи Геро Добрович-Мушек“
Къщата и килийното училище на „Хаджи Геро Добрович-Мушек“ се намират в град Копривщица, която играе първостепенна роля в епохата на Българското Възраждане. На някои места училището може да се срещне като Хаджи-Генчова къща.
Първите килийни училища възникват още през XVIII век, а най-известното от тях в града е на хаджи Геро Добрович-Мушек (1770 – 1854), отворило врати още през 1810 година.
Хаджи Геро построява двете долепени една до друга дървени сгради след завръщането си от Русе през 1810 година. Пребивава в крайдунавския град по време на опита си да емигрира във Влашко. Тук среща другата бегълка от башибозушките погроми – Стойка. Когато обстановката в империята се поуспокоява двамата създават семейство и се завръщат в Копривщица през 1810 година.
Бащата на Геро е учител в килийно училище и синът му подхваща бащината професия. Освен добър и строг педагог хаджи Геро е и добър майстор-строител. Участва със средства и личен труд при градежа на Пейовската чешма през 1826 г. Тя е вградена в оградния дувар на родната къща на Евлампия Векилова, срещу моста на Сурля дере, носещ същото име – Пейовски мост.
Петко Доганов и Павел Герджиков, като селски първенци уреждат хаджи Геро Добрович да започне да обучава в дома си няколко девойки, между които и една от неговите си дъщери - Ивана. В началото на 1850 - 51 учебна година частното училище на хаджи Геро минава под покровителството на абаджийския еснаф, който основава фонд за подпомагането му. Със събраните средства е закупена къща на два ката близо до църквата „Успение Богородично”, която се приспособява за нуждите на училището. В нея то се помещава до 1895 г.
При обследването на характера и бита на стария учител, по повод написването на повестта Българи от старо време, Любен Каравелов приема за достоверни думите и описанието на неговия внук Тодор Панчев (не става дума за сина на Ивана Хаджигерова, Тодор).
В Каравеловото описание на къщата на Хаджи Генчо малко се отличава от тази на Геро Добрович.
Домът на хаджията по спомените на неговият внук Тодор Панчев напомнял спицерия (аптека): по полиците имало наредени „всевъзможни кутии, кутийки, шишета, шишенца, паници, паничета, торби и торбенца“, с надписи какво съдържат и с подробни исторически бележки – кога е купено и кое колко струва, от кого е донесено като армаган (подарък), за каква болест е лек са и как се приготвя лекарството. Лечителските си способности хаджи Геро Мушек наследил от майка си Мика. С тайни лекове тя спасила копривщенци от чумата през 18-ти век.
В построената от хаджи Геро къща са родени просветните дейци Константин и Найден Герови, а тяхната сестра Ивана Хаджигерова преподава в килийното училище като първа жена учителка в Копривщица, и дори известно време живее в него.
Други килийни училища по това време са тези на поп Никита Вапцилката (вапцва: привежда в ред, боядисва), което се помещава в бояджийницата му в Арнаут махала, училището на поп Лулчо на „Битпазар“ е в къщата на Генчо Тумангелов, а училището на Груйо Попгенчов е разположено в къщата на Семко Хадживельов пак в Ламбовска махала. Училището на Иван Джукелът (джуки: устни) се помещава в дюкяна му на пазара.
Килийното училище на хаджи Геро Добрович-Мушек функционира до основаването на първото обществено училище в гр. Копривщица през 1822 г. Там учителят преподава до учебната 1852/1853 година.
Днес двете сгради могат да бъдат разгледани на малкия площад, разположен в непосредствена близост до паметния площад „20-ти Април“, на бул. „Ненчо Палавеевв“ 44. Къщата и училището не са музеи и не са отворени за посещение.